# حادث سقوط المروحية العسكرية التونسية 2002
حادث سقوط المروحية العسكرية التونسية 2002 هو حادث تحطم لمروحية من نوع يو إتش-1 إركويس تابعة للقوات الجوية التونسية في 30 أبريل 2002 أودت بحياة 13 عسكريا من بينهم رئيس أركان القوات البرية عبد العزيز سكيك. 

التحقيقات ذكرت أن خللا فنيا كان سببا للتحطم، إلا أن فرضية القتل العمد والمؤامرة من قبل النظام خرجت إثر الثورة التونسية في 2011 بعد سقوط نظام الرئيس زين العابدين بن علي.

## الحادث
في 30 أبريل 2002، وفي إطار تأمين الحدود مع الجزائر إثر العشرية السوداء، إنطلقت مروحية عسكرية من نوع سيكورسكي إس-61 أر تابعة للقوات الجوية التونسية من القاعدة العسكرية بالعوينة في تونس العاصمة إلى قاعدة سيدي أحمد الجوية في بنزرت شمالا لاصطحاب رئيس أركان القوات البرية عبد العزيز سكيك، وذلك رفقة 12 عسكريا رتبهم مختلفة. ثم انطلقت بعدها المروحية نحو ولايات باجة وسليانة والكاف للاطلاع على عمليات تأمين الحدود على عين المكان. 

في طريق العودة، طلبت غرفة العمليات الأرضية من قائد المروحية النزول في مدينة مجاز الباب لوجود خلل فني فالمروحية، إلا أن رئيس أركان القوات البرية سكيك رفض هذا الأمر في البداية، قبل أن يستجيب لطلب النزول وتغيير المروحية. عند النزول، استقل العسكريون مروحية ثانية من نوع يو إتش-1 إركويس، ولكن المروحية الثانية سقطت بمجرد إقلاعها مما أدى إلى وفاة جميع من كان على متنها.
  

تم نقل الضحايا في الساعة الرابعة صباحا بتوقيت تونس من يوم 1 مايو إلى المستشفى العسكري بالعاصمة، ثم نظمت جلسة تأبين في 2 مايو في الثكنة العسكرية بالعوينة بحضور الرئيس زين العابدين بن علي وفرد واحد من كل عائلة (بناء على أوامر رئاسية)، قبل أن ينقلوا في سيارات إسعاف نحو أماكن إقامتهم المخلتفة لدفنهم، بينما نقل جثمان رئيس أركان القوات البرية عبد العزيز سكيك عبر طائرة مروحية نحو بنزرت برفقة وزير الدفاع الدالي الجازي.

## الضحايا
- اللواء عبد العزيز سكيك، رئيس أركان القوات البرية.
- العميد محمد الحبيب الدريدي.
- العميد محمد مهدي الشريف.
- العقيد شعبان الطرابلسي.
- العقيد محمد العابدي.
- العقيد العربي الغزالي.
- الرائد نزار المحواشي.
- الرائد سمير العروي.
- الرائد حافظ الجنفاوي.
- الرائد عمر حاتم مرابط.
- الملازم أول عمر العطياوي.
- الملازم أول توفيق المولدي.
- الملازم أول حسين بن جدو.

## التحقيق
تم إنشاء لجنة تحقيق بها خبراء عسكريين تونسيين وأمريكيين (باعتبار أن المروحية من صنع أمريكي)، وخلصت النتائج التي أعلنها وزير الدفاع الدالي الجازي في 15 مايو 2002 إلى أن خللا فنيا أصاب المروحية على مستوى المراوح الدافعة (دوار المروحية ومروحة التوجيه)، ولكن دون تقديم تفاصيل أخرى.

## فرضية القتل العمد والمؤامرة
بعد الثورة التونسية في 2011 وسقوط نظام الرئيس زين العابدين بن علي، خرجت فرضية قيام النظام أنذاك بإسقاط المروحية لتصفية رئيس الأركان عبد العزيز سكيك وبعض القيادات العسكرية. 

أسابيع بعد سقوط النظام، بثت القناة الوطنية 1 التونسية الحكومية في 19 أبريل 2011 وثائقيا عنوانه سقوط دولة الفساد وصفت فيه الحادث بأنه «عملية تصفية قادها بن علي». في نفس الوثائقي، ذكرت زوجة أحد الضحايا أنها لم تستطع رؤية جثمان زوجها. يذكر أن حفل التأبين لم يسمح بحضوره إلى شخص واحد من كل عائلة. 

في نفس الوقت، تم بث عدة شهادات لسكان المنطقة التي سقطت فيها المروحية، وقالوا أنهم منعوا من الاقتراب من الضحايا حيث كانت توجد إمكانية لإسعافهم لحظة سقوط المروحية. 

إثر بث الوثائقي، أصدرت وزارة الدفاع التونسية بيانا فندت فيه فرضية أن الحادثة كانت «مدبرة» ودعت الإعلاميين إلى «التحري والتثبت الجدي» في هاته الأخبار التي «تمس من مصداقية الجيش الوطني»، وذكّرت في نفس البيان بنتائج لجنة التحقيق.